# لودویک سالین
لودویک سالین (انگلیسی: Ludovic Saline؛ زادهٔ ۲۳ مارس ۱۹۸۹) بازیکن فوتبال اهل فرانسه است.
از باشگاه‌هایی که در آن بازی کرده‌است می‌توان به باشگاه فوتبال پیزا اشاره کرد.